# Flughafen Toamasina

i7
i11
i13
Der Flughafen Ambalamanasy von Toamasina (französisch Aéroport Ambalamanasy de Toamasina; Malagasy Seranam-piaramanidina Toamasina, IATA-Code: TMM, ICAO-Code: FMMT) ist der nationale und internationale Flughafen der wichtigsten Hafenstadt Madagaskars, Toamasina (frz. Tamatave), die auch der Hauptort (frz. chef-lieu) der Region Antsinanana ist.
Er wird von der Aéroports de Madagascar Company (ADEMA S.A) betrieben.

## Lage und Anbindung
Der Flughafen liegt etwa 5 km nördlich des Stadtzentrums innerhalb des Stadtgebietes, entlang der Ortsteile Ambohijafy und Tahiti Kely und etwa 500 m von der Küste des Indischen Ozeans entfernt. Die Landeshauptstadt Antananarivo liegt etwa 350 km südwestlich.
Er ist über die Nationalstraße 5 (RN 5) nord-südlich angebunden, die innerhalb des Stadtgebietes in sehr schlechtem Zustand ist. Bei jeder Ankunft eines Flugzeuges sammeln sich die wenigen Taxis der Stadt am Flughafen; alternativ stehen Tuk-Tuks zur Verfügung.
Über die RN 5 gelangt man auch in den nördlich gelegenen Badeort Foulpointe, was im „Buschtaxi“ (frz. taxi-brousse) etwa 3 Stunden in Anspruch nimmt.
Der nächstgelegene Flughafen befindet sich nordnordöstlich auf der Ferieninsel Sainte Marie (SMS), wenn man die Piste der Firma Ambatovy (Extraktion von Nickel und Kobalt) im Süden der Stadt nicht zählt.

## Bedeutung
Trotz seiner strategischen Lage – er verbindet die Hauptstadt mit der wirtschaftlich wichtigsten Hafenstadt – beherbergt der Flughafen nur eine weitere ganzjährige und regelmäßige Flugverbindung. Er verfügt auch nicht über eine eigene Website. 
Touristen, die Sainte Marie besuchen möchten, sind saisonal gezwungen, nach Toamasina zu fliegen und dort mit dem Buschtaxi über Foulpointe hinaus nach Norden zu fahren, um mit einer Fähre nach Sainte Marie überzusetzen. 
Eine direkte Verbindung zwischen Toamasina und Sainte Marie (ca. 30 Minuten Flugzeit) soll laut Auskunft der Vertretung von Madagascar Airlines in Toamasina 2024 wieder aufgenommen werden.